# CSI: Miami (5. sezona)
Peta sezona serije CSI: Miami je premijerno prikazana na američkom kanalu CBS 18. rujna 2006., a završila je 14. svibnja 2007. godine.

## Glumačka postava
| Glumac/glumica   | Lik               | Glumi u ep. |
| ---------------- | ----------------- | ----------- |
| David Caruso     | Horatio Caine     | 1 - 24      |
| Emily Procter    | Calleigh Duquesne | 1 - 24      |
| Adam Rodriguez   | Eric Delko        | 1 - 24      |
| Khandi Alexander | Alexx Woods       | 1 - 24      |
| Jonathan Togo    | Ryan Wolfe        | 1 - 24      |
| Eva LaRue        | Natalia Boa Vista | 1 - 24      |
| Rex Linn         | Frank Tripp       | 1 - 24      |
| Sofia Milos      | Yelina Salas      | 1 - 24      |

## Epizode
| Ep. u seriji | Ep. u sezoni | Naziv epizode         | Datum emitiranja |
| --- | ------------ | --------------------- | ---------------- |
| 98 | 1            | "Rio"                 | 18.9.2006.       |
| Horatio i Delko odlaze u Rio de Janeiro radi čovjeka koji je ubio Marisol Caine, Horatijevu mladu i Delkovu sestru. Tijekom svoga boravka ondje Caine saznaje da su Ray i njegov sin upleteni u međunarodni narko-lanac. Calleigh i Natalia rade na slučaju ubojstva. |              |                       |                  |
| 99 | 2            | "Going Under"         | 25.9.2006.       |
| Calleigh istražuje mjesto nesreće - apartman i balkon s kojeg je pao Billy Gault. Na povratku u laboratorij, nepoznati auto izgura je s ceste u močvaru. Svi prikupljeni dokazi su izgubljeni, no ostala je poruka na kojoj je znak motorističke bande Crypt Kings i ime V-Raya. Rick V-Ray Groves uvjerava Horatia da su on i žrtva bili prijatelji i dio tima. Među članovima motorističke bande Callleigh primjećuje Jakea Bartleyja, policajca na tajnom zadatku, a on joj otkriva da je poznavao Gaulta te da je njegovo pravo ime bilo Ken McCarthy. |              |                       |                  |
| 100 | 3            | "Death Pool 100"      | 2.10.2006.       |
| Na zabavu imućnog draguljara Mr. Icea, koju je on priredio za svoju bogatu klijentelu, upadaju dvojica maskiranih muškaraca i opljačkaju goste, otuđivši im sav nakit. Ubijena su dvojica gostiju, od koji je jedan Dakota Hudson, a drugi Ethan Parker, poznati posjetitelj klupske scene Miamija. Ice procijeni da je vrijednost ukradenog nakita 30 milijuna dolara. Horatio sazna za postojanje kladionice na kojoj dobivaju oni koji pogode koja poznata osoba će prva biti ubijena                                                                   |              |                       |                  |
| 101 | 4            | "If Looks Could Kill" | 9.10.2006.       |
| Natalia je izvan sebe kada u labosu ugleda svoga bivšeg muža koji je upravo izašao iz zatvora. Harvey upozori Delka da se kloni Natalije. Ekipa istražuje neobične smrti muških manekena kada se manekenstvo pokaže najsmrtonosnijim poslom u Miamiju. |              |                       |                  |
| 102 | 5            | "Death Eminent"       | 16.10.2006.      |
| Ubijen je čelnik gradske vlasti. Ekipa za očevid ubrzo ustanovi da je njegova smrt povezana s onom mlade djevojke, kontroverznim građevinarom i skandaloznim sucem. |              |                       |                  |
| 103 | 6            | "Curse of the Coffin" | 23.10.2006.      |
| Horatio pita Danielle Madison zašto joj je majica uprljana krvlju najbolje prijateljice i zašto je pokušala ukrasti policijsko vozilo. Ubrzo se pokaže da je fatalni udarac žrtvi mogao zadati samo muškarac. |              |                       |                  |
| 104 | 7            | "High Octane"         | 6.11.2006.       |
| Delko ne može vjerovati kad se pred njime nađe truplo dječaka od devetnaest godina bez glave. Tripp objasni da je mladić sudjelovao u igri u kojoj sudionici izvode vratolomije automobilima, ali žrtvin je auto nestao. To Horatija ne zabrine previše nakon što postane siguran da je našao oružje kojim je zločin počinjen. |              |                       |                  |
| 105 | 8            | "Darkroom"            | 13.11.2006.      |
| Nakon ubojstva Leslie Anderson, Horatio i ekipa ubrzo shvate da imaju posla sa serijskim ubojicom. Kada uvide da je isti već zatočio svoju sljedeću žrtvu, morat će se utrkivati s vremenom kako bi ga spriječili u njegovu strašnom naumu. Stvari se dodatno zakompliciraju kada se ustanovi da je riječ o Natalijinoj sestri Anyi koja želi postati manekenka. |              |                       |                  |
| 106 | 9            | "Going Going Gone"    | 20.11.2006.      |
| Ubijena je manekenka Rebecca Roth. Glavni osumnjičeni tvrdi da je istu kupio na dobrotvornoj aukciji i da mu netko pokušava smjestiti njezino ubojstvo. Sumnja ubrzo počne padati na organizatora aukcije koji tvrdi da je to što on radi posve zakonito. |              |                       |                  |
| 107 | 10           | "Come As You Are"     | 27.11.2006.      |
| Ekipa za očevid istražuje ubojstvo narednika američkih marinaca. Dvojica marinaca upletenih u slučaj tvrde da je riječ o nesretnome događaju, no pet metaka u narednikovome tijelu svjedoči o tome da to ne može biti istina. |              |                       |                  |
| 108 | 11           | "Backstabbers"        | 11.12.2006.      |
| Horatio svjedoči ubojstvu odvjetnika Sonye Barak na dan kad je zakazano Sonyno ročište. Sonya Barak optužena je za terorizam i u trenutku kad se dogodi ubojstvo ona pobjegne i svaki joj se trag gubi. Ali kada Horatio i ekipa utvrde da je metak bio namijenjen Sonyi, a ne njezinu odvjetniku, ona za koju su bili uvjereni da je krivac pretvara se u moguću žrtvu. |              |                       |                  |
| 109 | 12           | "Internal Affairs"    | 8.1.2007.        |
| U ovoj epizodi ekipa za očevid postaje ona koju se istražuje nakon što su Natalia Boa Vista i Maxine Valera uhićene za ubojstvo Natalijina bivšega muža s kojime se u posljednje vrijeme viđala Maxine. |              |                       |                  |
| 110 | 13           | "Throwing Heat"       | 22.1.2007.       |
| Dok istražuju smrt kubanskoga sportaša Arija Pastana, Tripp zamalo da kobno ne strada. Kada dođu na mjesto događaja, Horatio ubrzo shvati da je Arijevo tijelo puno plastičnoga eksploziva, a da Tripp stoji na nagaznoj mini. |              |                       |                  |
| 111 | 14           | "No Man's Land"       | 5.2.2007.        |
| Ekipa za očevid mora se suočiti s činjenicom da je opljačkan kombi koji je prevozio oružje te da bi posljedice toga događaja mogle biti izuzetno opasne. Uz to, ekipa mora riješiti i slučaj ubojstva dvojice policajaca koja su tom prilikom stradala, no kada Alexx u ruci jednoga od njih uoči pramen kose, spretna ekipa već ima prvi trag koji mogu slijediti. |              |                       |                  |
| 112 | 15           | "Man Down"            | 12.2.2007.       |
| Horatio i Delko pokušavaju naći taoca Clava Cruza kada dođe do žestoke pucnjave. Delko smrtno strada, a Horatio odbija čuti da je doista mrtav ili se čuda zbilja događaju? |              |                       |                  |
| 113 | 16           | "Broken Home"         | 19.2.2007.       |
| Dok Heather, adolescentica i dadilja, čuva dijete svojih bogatih poslodavaca Montavijevih, njezina oca netko ubije pred njihovom kućom. Heather posvjedoči da je kroz prozor vidjela nečiju sjenu, ali kaže i da ne zna gdje su njezini poslodavci kao niti gdje joj je majka. Stvari se zakompliciraju kad je i njezino truplo pronađeno na drugom djelu golema imanja Montavijevih. |              |                       |                  |
| 114 | 17           | "A Grizzly Murder"    | 26.2.2007.       |
| Horatio odlazi u Everglades kako bi istražio smrt čovjeka koji se sa svoja dva prijatelja prijavio za pustolovni odmor. Dokazi upućuju kako bi žrtva, koju je napao i ubio medvjed, mogla biti mamac. Calleigh i Dan Cooper rade na istome slučaju, ali otkrivaju da su u njega upletene neke neočekivane osobe poput vrlo mladih striptizeta. |              |                       |                  |
| 115 | 18           | "Triple Threat"       | 19.3.2007.       |
| Horatijeva ekipa istražuje smrt mladića koji je s drugoga kata pao na ledenu skulpturu koja ga je probola, no tek kada se skulptura otopi, ekipa otkriva da je mladića prije toga usmrtio metak. Kada nađu oružje, sve počinje upućivati na to da je mladićevu smrt skrivio bivši dečko njegove supruge. |              |                       |                  |
| 116 | 19           | "Bloodline"           | 9.4.2007.        |
| Horatio ispituje prostitutku Annu Sivarro na čijem je tijelu pronađena krv poslovnoga mogula Douga Lansinga. Kada Delko na mjestu zločina nađe hipnotičku drogu, Horatiju postaje jasno zašto se Anna ne sjeća ničega što se dogodilo. Istraga se počne kretati u pravome smjeru tek kada ekipa otkrije da jedan od zaposlenika hotela u kojem je Lansing ubijen redovito uzima tu drogu. |              |                       |                  |
| 117 | 20           | "Rush"                | 16.4.2007.       |
| Ubijena je holivudska zvijezda Brody Lassiter. Kada istraži mjesto zločina, ekipa počinje povezivati ubojstvo s princezom žutoga tiska koja se liječila u istome rehabilitacijskome centru kao i Brody. Delko sazna da je Brody tijekom terapije ondje priznao da je nekoga ubio. |              |                       |                  |
| 118 | 21           | "Just Murdered"       | 23.4.2007.       |
| U kući posvađana bogataškog para nađeno je truplo trenerice fitnessa. Uskoro se dozna da je trenerica bila u vezi s vlasnikom kuće, ali da on i nije jedini s kojime je ona održavala seksualne odnose. |              |                       |                  |
| 119 | 22           | "Burned"              | 30.4.2007.       |
| Horatio i ekipa istražuju palež u kojemu je poginuo zaručnik mlade Claire Gibbs. Claire misli da je požar mogao podmetnuti njezin bivši dečko Anthony Bryant koji je uhodi otkad su prekinuli, no istraga krene u drukčijem smjeru kada Natalia i Valera na žrtvinu zubu pronađu DNK poznata gradskog mafijaša. |              |                       |                  |
| 120 | 23           | "Kill Switch"         | 7.5.2007.        |
| Televizija uživo prenosi kako policija progoni kriminalca koji je ukrao auto. Sat vremena poslije Horatio stoji iznad trupla kradljivca. Kada otkriju da je kradljivac zapravo bogataš, ekipa je zbunjena i svi se pitaju zašto bi netko tko je bogat riskirao život zbog jednoga auta. |              |                       |                  |
| 121 | 24           | "Born to Kill"        | 14.5.2007.       |
| Horatio istražuje brutalno ubojstvo Shelly Seaver. Ekipa otkriva da je Shelly poznavala svoga ubojicu jer u njezin stan, u kojem se dogodilo ubojstvo, nije provaljeno. Ekipa otkriva da njezin ubojica ima genetske predispozicije da bude ubojica. |              |                       |                  |